# Contea di Towner
La contea di Towner in inglese Towner County è una contea dello Stato del Dakota del Nord, negli Stati Uniti. La popolazione al censimento del 2000 era di 2 876 abitanti. Il capoluogo di contea è Cando.

## Geografia
L'U.S. Census Bureau certifica che l'estensione della contea è di 2.654 km², di cui l'1,6% è coperto d'acqua. La contea si estende nella parte settentrionale dello Stato ed è interessata da una porzione del confine internazionale fra Stati Uniti e Canada.

### Strade principali
- U.S. Route 281
- North Dakota Highway 5
- North Dakota Highway 17
- North Dakota Highway 66

### Contee e municipalità confinanti
- Municipalità rurale di Cartwright-Roblin (Manitoba, Canada) - nord
- Municipalità rurale di Louise (Manitoba, Canada) - nord-est
- Contea di Cavalier - est
- Contea di Ramsey - sud-est
- Contea di Benson - sud
- Contea di Pierce - sud-ovest
- Contea di Rolette - ovest
- Municipalità rurale di Killarney-Turtle Mountain Manitoba, Canada - nord-ovest